# Інгеборга Гоконсдоттір Норвезька
Інгебо́рга Норве́зька або Інгебо́рга Гоконсдоттір (норв. Ingeborg Håkansdotter, 1301 — 17 червня 1361) — королева-регент Швеції (1319—1326) та Норвегії (1319—1327).

## Біографія

### Молоді роки
Походила з династії норвезьких Інглінгів. Старша донька Гокона V, короля Норвегії, та Евфемії Рюгенської. Народилася у 1301 році. Незабаром була оголошена спадкоємицею престолу. У 1302 році вона вперше була заручена з Магнусом, сином Біргера Магнуссона, короля Швеції. Проте згодом заручини були скасовано.
У 1305 році була заручена з іншим представником шведських Фолькунгів — Еріком Магнуссоном, герцогом Седерманландським, братом короля Біргера. Шлюб відбувся у 1312 році в Осло (разом з весіллям Інгеборги, короля Ейріка II, з Вальдемаром Магнуссоном Фолькунгом).
Після загибелі чоловіка у 1317 році разом із своєю кузиною Інгеборгою уклала союз з Хрістоффером, герцогом Галланда (майбутнім королем Данії). Після цього об'єдналася з повсталими на чолі з Матсом Кеттільмундсоном. Своєї резиденцією обрала замок Варберг.

### Регентство
У 1319 році після оголошення її сина Магнуса новим королем Швеції та Норвегії стає регентшею в цих королівствах. Водночас Інгеборга отримала титул герцогині. Але регентша все ж мала певну владу. Так, у 1320 році вона звільнила місто Ригу від боргів перед королем Швеції, що викликало невдоволення знаті. Також посилився вплив коханця регентші данця Кнута Порса. Все це спричинило конфлікт з дротсом Матсом Кеттільмундссоном, якого у 1322 році було звільнено й переведено до Фінляндії.
Втім владу в Швеції опинилася в руках нового ріксдротса Кнута Йонсона, в Норвегії — Ерлінга Відкунссона. Але Інгеборга намагалася чинити їм спротив. Особливо вона намагалася здобути зовнішній успіх. Інгеборга Норвезька влаштувала шлюб з доньки з герцогом Мекленбурга. За умовами шлюбної угоди в Кальмарі Мекленбург, Гольштейн, Саксонія та Рендсбург повинні були допомогти королю Швеції у збереженні в своїй власності області Сконія.
Також Інгеборга взяла значний кредит у вільного міста Штральзунд в обмін на вільну торгівлю цього міста зі Швецією та Норвегією. За цих умов регентка наказала у 1322 році зайняти Сконію, що спричинило війну з Данією. Втім Швеція не отримала очікувальної підтримки від союзників. Поразка спричинила падіння впливу Інгеборги, проти неї виступила державна рада. Після остаточної поразки шведських військ у Сконії у 1323 році регентша погодилася з вимогами регентської ради, за яким усі угоди Інгеборги Норвезької скасовуються. Також вона відмовилася від деяких замків та маєтностей. Ці обмеження впливу Інгеборги встановила регентська влада Норвегії.
У 1326 та 1327 роках була позбавлена посади регента у Швеції та Норвегії відповідно.

### Останні роки
21 червня 1327 року Інгеборга вийшла заміж за коханця Кнута Порса, який став герцогом Галланду. У 1329 році її чоловіка зроблена герцогом Естланду. У 1330 році вдруге стала удовою. У 1336 році була присутня на коронації сина Магнуса IV.
У 1341 році підтримала війну Генріха й Гласу, графів Гольштейн проти Вальдемара, герцога Шлезвігу, Йогана Гольштейна та Ганзи.
У 1350 році успадкувала герцогство Галланд після смерті синів Гокона та Кнута від мору (Чорної смерті). Померла у 1361 році.

## Родина
1. Чоловік — Ерік Фолькунг, герцог Седерманландський.
Діти:
- Магнус (1316—1374), король Швеції та Норвегії у 1319—1374 роках
- Еуфімія (1317—1370), дружина Альберта II, герцога Мекленбурга

2. Чоловік — Кнуд Порс, герцог Галланда та Естонії
Діти:
- Гокон (-1350)
- Кнеут (-1350)
- Брігітта, дружина Йона Гафтхорссона